# شایولی (کنتاکی)
شایولی (به انگلیسی: Shively) شهری در ایالت کنتاکی کشور ایالات متحده آمریکا است که جمعیت آن در سرشماری سال ۲۰۱۰ میلادی، ۱۵٬۲۶۴ نفر بوده‌است.